# Force de réaction rapide de l'Union européenne
Ne doit pas être confondu avec Corps de réaction rapide européen.
La Force de réaction rapide de l'Union européenne est un projet de dispositif militaire d'astreinte armé par les groupements tactiques de l'Union européenne. Le volume de forces en réserve serait équivalent à deux bataillons (groupement tactique ou battlegroups) par semestre, soit quatre par an. L'unité pourrait compter jusqu'à 5 000 soldats et serait essentiellement chargée de l'évacuation de ressortissants européens.

## Historique
Des groupements tactiques européens conjoints sont créés en 2007, comptant 1 500 soldats prêts au déploiement, mais ne sont jamais envoyés sur le terrain lors d'opérations en conditions réelles. C'est début 2020, avant le début de la pandémie de Covid-19, que l'idée d'une force de réaction rapide à l'échelle de l'Union européenne est relancée. Elle s'inscrirait dans la complémentarité de l'OTAN.
En 2022, avec l'invasion de l'Ukraine par la Russie, l'idée est étudiée de plus en plus sérieusement. Dotée de 5 000 hommes, elle pourrait mener des missions d'évacuation de ressortissants européens dans des pays en crise et elle remplacerait les groupements tactiques créés en 2007. La ministre allemande de la Défense Christine Lambrecht affirme en mars 2022 pouvoir constituer avant 2025 le cœur de cette initiative. Fin avril 2024, le ministre français des Armées, Sébastien Lecornu, déclare lui aussi que le dispositif pourrait voir le jour dès 2025, ce que confirment Les Échos.

## L'état-major de la force
Le Corps de réaction rapide européen (ou Eurocorps) est en mesure de prendre l'astreinte périodiquement de quartier général de la force (FHQ). Ce dernier n'est pas un dispositif de l'Union européenne, mais relève du multilatéralisme entre différents États-membres européens.